# 福島印刷
福島印刷股份有限公司，簡稱福島印刷（日语：／，名2部：7870），是在1929年於日本石川縣金澤市創立印刷公司。
1966年，把旗下加越印刷股份有限公司合併，1997年在名古屋證券交易所上市。總部位於石川縣金澤市佐奇森町ル6番地。總裁為福島理夫。

## 外部連結
- 福島印刷股份有限公司